# Referencial
Em física, sistema de coordenadas de referência ou referencial é utilizado para se medir e registrar as grandezas físicas, como por exemplo: posição, velocidade, aceleração,  campos eletromagnéticos ou  gravitacionais etc. Cada observador deve escolher um referencial para que se possa realizar suas medidas ou formular suas teorias.
Um conceito importante da física é o de que as conclusões tiradas das medidas ou análises em dado referencial não podem depender da escolha, ou posição ou velocidade do referencial. Para que isto seja verdade as leis da física devem ser independentes do sistema de  coordenadas escolhido para sua formulação.
Dado dois observadores com suas escolhas de referenciais e suas medidas ou observações, para que se possa realizar comparações destes resultados é necessário se obter uma forma de transformar as medidas e observações feitas em um referencial para o outro. A diferença entre estes referenciais pode ser tanto em relação a posição escolhida para a origem, como em relação a velocidade de movimento relativo entre eles.
Na mecânica clássica estas transformações são realizadas através das transformações de Galileu e na relatividade restrita através de transformações de Lorentz. Na relatividade geral as transformações lineares entre referenciais são as mais gerais possíveis, fruto do entendimento de Albert Einstein de que não poderia haver distinção de status entre referenciais, como a distinção que havia entre referenciais inerciais e referenciais não-inerciais na mecânica clássica e mesmo na relatividade restrita.

## O referencial no movimento unidimensional
No movimento unidimensional, é possível obter diferentes descrições do que pode ser considerado o mesmo movimento, através do uso de diferentes "referenciais". Isso está relacionado à origem da reta. Suponhamos que há uma partícula que obedece à equação
{\displaystyle x(t)=0}
Ou seja, ela está sobre a origem em qualquer tempo. Agora, imaginemos outra partícula cujo movimento se restringe à nossa reta. Podemos associar a essa partícula uma nova reta, de modo que a origem da nova reta esteja na mesma posição dessa partícula, em qualquer instante (e que as duas retas estejam sobrepostas). Ou seja, essa reta se move em relação à primeira! Chamemos, então, a primeira reta de R, ou referencial R, e a segunda de R', ou referencial R'. Denotemos, então, por x' a coordenada de uma partícula qualquer no referencial R'. Ou seja, o módulo de x' é a distância dessa partícula à origem de R', e o seu sinal segue a mesma regra que o sinal de x, dado na seção "Partículas e movimento sobre uma reta". A partir de agora, chamaremos essas coordenadas (como x e x') de "posições". É claro que x' raramente coincidirá com x, ou seja, o movimento depende do referencial! Segue que, se sabemos o valor de x', podemos descobrir o valor de x através de:
{\displaystyle x=x'+r}
Onde r é a posição da origem de R' em relação a R. Isso é facilmente verificável: a origem de R', no próprio referencial R', tem x'=0. Usando na equação acima, temos: x = r, o que é de se esperar. Aplicando o oposto: x = 0 leva a x' = -r (enquanto a origem de um referencial está à esquerda do outro, a origem do outro está à direita do primeiro, o que justifica o sinal de -r).
É importante notar que, como os referenciais estão em movimento um em relação ao outro, r varia com o tempo. Ou seja,
{\displaystyle x(t)=x'(t)+r(t)}
E as velocidades também dependem do referencial. Derivando ambos os lados da equação acima, temos:
{\displaystyle v(t)=v'(t)+V(t)}
Onde V(t) é a derivada temporal de r(t).